# Pièce de 25 cents de dollar canadien
Au Canada, un vingt-cinq cents est une pièce de monnaie valant 25⁄100 (soit un quart) de dollar. C'est la pièce la plus utilisée en fonction de la rareté de la pièce de 50 cents.
Il est aussi appelé un vingt-cinq cennes (par anglicisme phonétique), un trente-sous,,
ou un quarter (un « quart », en anglais).

Version commémorative émise en 2012, à l'effigie de Tecumseh.